# Thord Rydén
Thord Magnus Rydén, född 1 oktober 1908 i Stockholm, död 28 augusti 1986 i Järfälla församling, var en svensk kompositör och textförfattare. Han komponerade bland annat musik för filmerna 33.333 (1936) och Blixt och dunder (1938).
Rydén var även verksam under pseudonymen Bernt Berger.[källa behövs]